# Ormus
För de etymologisk besläktade orden, se Ahura Mazda.
Ormus (även Ormuz, Ohrmuzd, Hormuz, Ohrmazd) var ett rike runt Persiska viken, främst Hormuzsundet, från 1200- till 1600-talet. Rikets huvudstad med samma namn, belägen på ön Hormuz, var en betydande handelsstad på handelsvägen till Indien med en av de viktigaste hamnarna i Mellanöstern. Genom att kontrollera slavhandeln mellan Arabiska halvön, Afrika och Persien kunde en stadsstat uppstå på 1200-talet. Mellan 1515 och 1622 hade portugiserna kontroll över staden. Den erövrades i mitten av 1600-talet av Oman, för att senare övergå till Persien.